# Eugenia galeata
Eugenia galeata är en myrtenväxtart som beskrevs av Ignatz Urban. Eugenia galeata ingår i släktet Eugenia och familjen myrtenväxter. Inga underarter finns listade i Catalogue of Life.